# روبي سباركس
روبي سبركس (Ruby Sparks) هو فيلم رومانسية وكوميديا أمريكي 2012 من إخراج جوناثان دايتون وفاليري فارس ومن تأليف زوي كازان. الفيلم من بطولة بول دانو بدور كاتب روائي الذي شخصيته الخيالية، روبي سباركس، تلعب دورها زوي كازان، تصبح حقيقية.
صدر الفيلم في 25 يوليو، 2012، وتلقى مراجعات إيجابية من النقاد، الذين مدحوا الكتابة والتمثيل. الفيلم جمع 6,467,587 مليون $ في صناديق التذاكر.

## طاقم التمثيل
- بول دانو بدور كالفن وير فيلدز
- زوي كازان بدور روبي تفاني سباركس
- كريس ميسينا بدور هاري وير فيلدز
- آنيت بنينغ بدور والدة كالفن
- أنتونيو بانديراس بدور مورت
- ستيف كوجان بدور لانغدون ثارب
- إليوت غولد بدور الدكتور روزنتال
- توني تراكس بدور سوزي

## روابط إضافية
- الموقع الرسمي
- روبي سباركس على موقع IMDb (الإنجليزية)
- روبي سباركس على موقع ميتاكريتيك (الإنجليزية)
- روبي سباركس على موقع روتن توميتوز (الإنجليزية)
- روبي سباركس على موقع نتفليكس (الإنجليزية)
- روبي سباركس على موقع قاعدة بيانات الأفلام العربية
- روبي سباركس على موقع ألو سيني (الفرنسية)
- روبي سباركس على موقع Turner Classic Movies (الإنجليزية)
- روبي سباركس على موقع أول موفي (الإنجليزية)
- روبي سباركس على موقع بوكس أوفيس موجو (الإنجليزية)
- روبي سباركس على موقع فيلمافينيتي (الإسبانية)